# Baskó
Baskó község Borsod-Abaúj-Zemplén vármegyében, a Gönci járásban.

## Fekvése
A Zempléni-hegység középső részén fekszik, a megyeszékhely Miskolctól bő 60 kilométerre északkeletre, a legközelebbi várostól, Abaújszántótól pedig mintegy 16 kilométerre szintén északkeletre. Erdőkkel borított külterületén hegyek magasodnak, határszéle közelében négy hegycsúcs a 650-700 méter magasságot is eléri.
A szomszéd települések: észak felől Mogyoróska, kelet felől Erdőhorváti, dél felől Erdőbénye és Sima, délnyugat felől Boldogkőújfalu, nyugat felől Boldogkőváralja, északnyugat felől pedig Arka és Fony.

### Megközelítése
Zsáktelepülés, közúton csak egy útvonalon érhető el: az Abaújkér-Erdőbénye-Szegilong közt húzódó 3705-ös útról Sima község felé a 37 116-os számú mellékútra letérve, ami átmegy Sima központján, és Baskóig vezet.

## Története
Baskó és környéke ősidők óta lakott hely, amit a község közelében az 1800-as években talált kőkori maradványok bizonyítanak. Első fennmaradt írásos említése 1388-ból való; akkor irtásfaluként a boldogkői várhoz tartozott, s lakói főleg erdőgazdálkodásból éltek.
A 14. században Zsigmond király a Czudar családnak adományozta. A 15–16. században Brankovics György szerb despota birtoka volt, később a Szapolyaiaké lett, majd a Trautson család szerezte meg, s ruszin telepesekkel népesítette be az elnéptelenedett, majdnem teljesen lakatlanná vált falut.
A 20. század elején Abaúj-Torna vármegye Gönczi járásához tartozott.
Az 1910-es népszámláláskor Baskónak 563 lakosa volt, közülük 83 római katolikus, 472 görögkatolikus.
A 20. század második felében a település népességszáma egyre csökkent, de úgy tűnik, hogy ez a csökkenés az utóbbi években megállt.

## Közélete

### Polgármesterei
- 1990–1994: Takács József (független)[4]
- 1994–1998: Magyar Erzsébet (független)[5]
- 1998–2002: Magyar Erzsébet (Zempléni Településszövetség)[6]
- 2002–2006: Hegedűs Szilárd (független)[7]
- 2006–2008: Hegedűs Szilárd (független)[8]
- 2008–2010: Hegedűs Szilárd (független)[9]
- 2010–2014: Hegedűs Szilárd (független)[10]
- 2014–2019: Hegedűs Szilárd (független)[11]
- 2019–2024: Gaburi Imre (független)[12]
- 2024– : Gaburi Imre (független)[1]

A településen 2008. szeptember 13-án időközi polgármester-választást kellett tartani, mert az előző faluvezetőnek a tisztségével összefüggő bűncselekmény miatt megszűnt a polgármesteri jogviszonya. Hegedűs Szilárdot néhány hónappal korábban jogerős bírósági ítéletben elmarasztalták, de a közügyektől nem tiltották el, így indulhatott az időközi választáson, amit meg is nyert.

## Népesség
A település népességének változása:
| Lakosok száma | 166  | 168  | 181  | 161  | 156  | 151  | 155  |
|               | 2013 | 2014 | 2015 | 2021 | 2022 | 2023 | 2024 |

A falu népessége 1949-ben még 698 fő volt, de az ezt követő évtizedekben drasztikusan csökkent: 1970-ben már csak 447, 1990-ben pedig 269 lakosa volt.
2001-ben a településen a lakosság 99%-a magyar, 1%-a cigány származású volt.
A 2011-es népszámlálás során a lakosok 100%-a magyarnak, 1,8% németnek, 35,5% ruszinnak mondta magát (a kettős identitások miatt a végösszeg nagyobb lehet 100%-nál). A vallási megoszlás a következő volt: római katolikus 6%, református 1,8%, görögkatolikus 91,6% (0,6% nem válaszolt).
2022-ben a lakosság 95,5%-a vallotta magát magyarnak, 47,4% ruszinnak, 0,6% németnek, 0,6% románnak, 0,6% egyéb, nem hazai nemzetiségűnek (4,5% nem nyilatkozott; a kettős identitások miatt a végösszeg nagyobb lehet 100%-nál). Vallásuk szerint 3,2% volt római katolikus, 0,6% református, 78,8% görögkatolikus, 1,3% egyéb keresztény, 0,6% ortodox, 1,9% felekezeten kívüli (13,5% nem válaszolt).

## Nevezetességek
- Görögkatolikus templom, mely 1790-ben épült
- Görögkatolikus kápolna
- Kőrös-hegyi kilátó

## Híres emberek
- Itt született 1945-ben Bor István Iván autodidakta grafikus, festő és illusztrátor.

## Képek

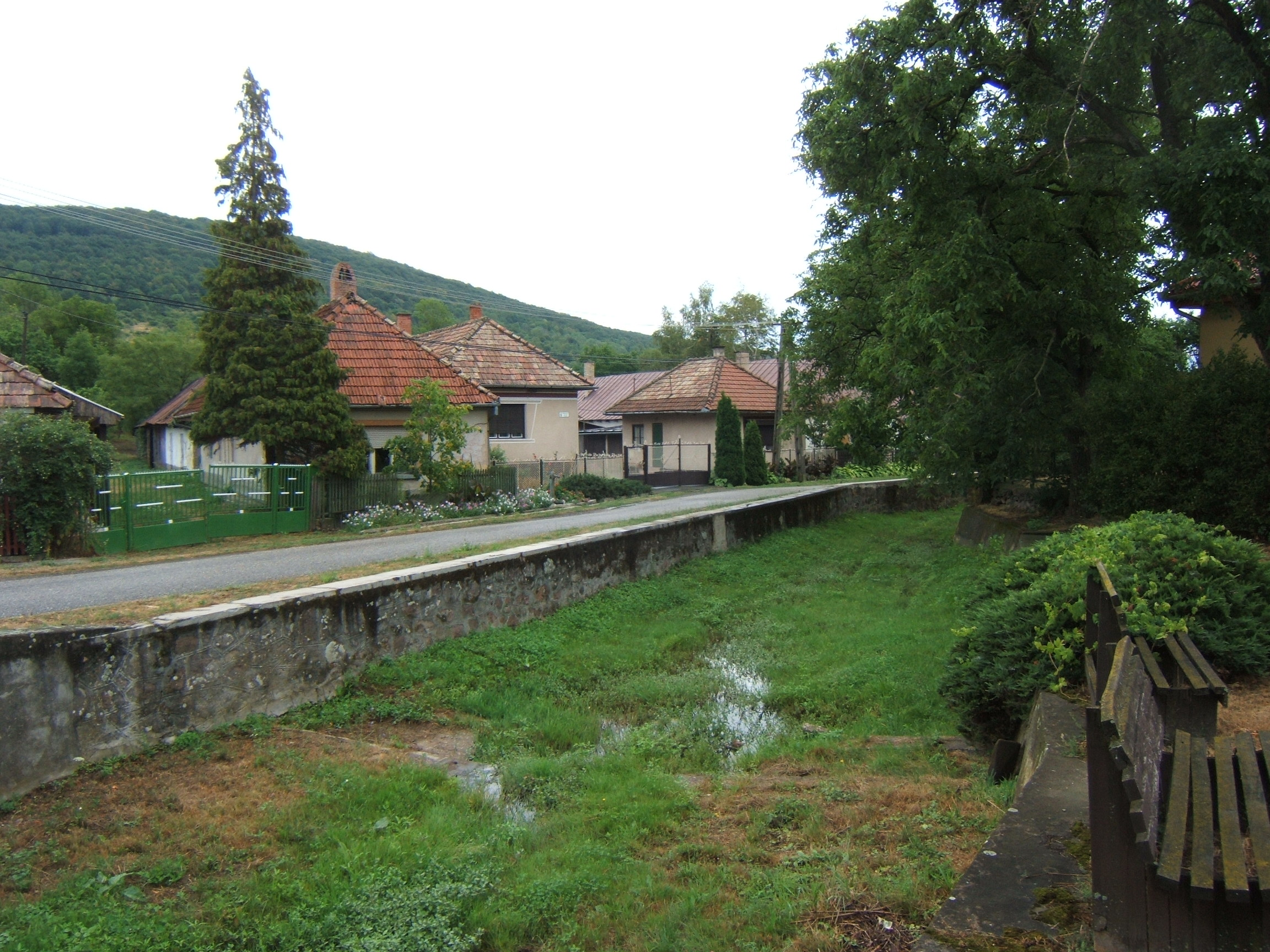
Utcakép
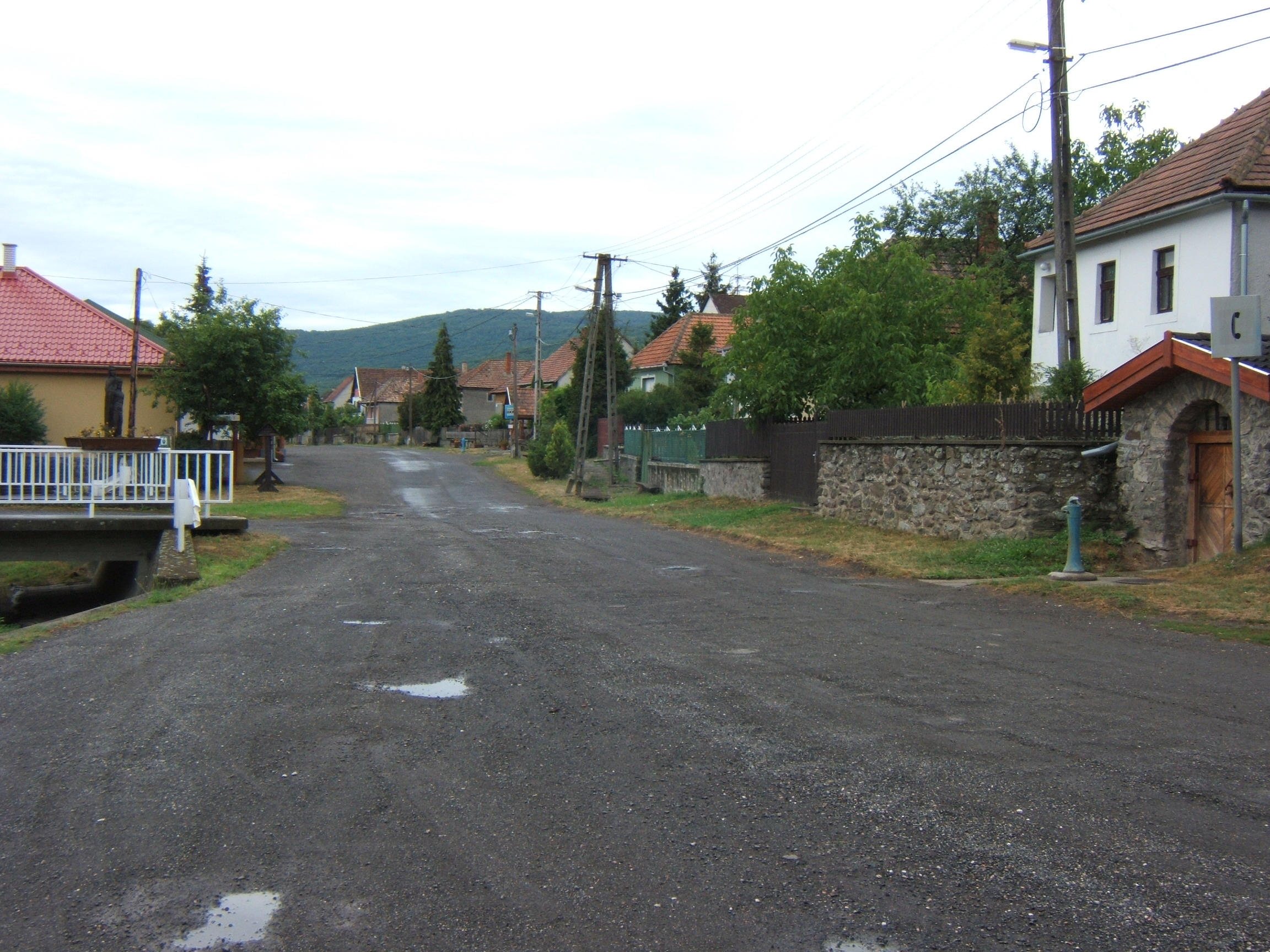
Utcakép